# 錫盧埃特島

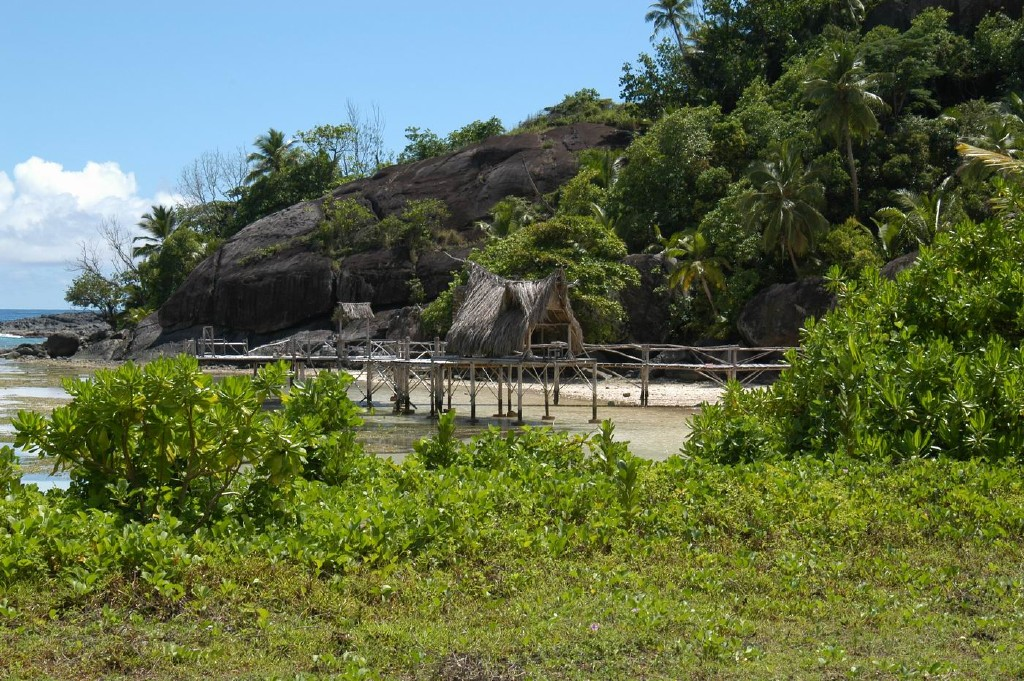

錫盧埃特島（英語：Silhouette Island）是塞舌爾的島嶼，位於印度洋海域，距離馬埃島20公里，長5.7公里、寬4.3公里，面積19.95平方公里，最高點海拔高度752米，島上人口150人。

## 外部連結
- Historical Information on Silhouette （页面存档备份，存于）
- Silhouette island information
- Island Conservation Society （页面存档备份，存于）

4°29′S 55°14′E / 4.483°S 55.233°E